# 南営駅
南営駅（ナミョンえき）は、大韓民国ソウル特別市龍山区葛月洞にある、韓国鉄道公社（KORAIL）の駅。
乗り入れている路線は、線路名称上は京釜線であるが、当駅には電車線を走る京釜電鉄線（首都圏電鉄1号線）電車のみが停車する。駅番号は(134)。運転簡易駅で、駅等級は3級である。
当駅とソウル駅駅との間に直流・交流接続のデッドセクションがあり、架線の電源方式が変わる。

## 歴史
- 1974年8月15日 - 京釜電鉄線開業と同時に開業。
- 2014年 - ホームドア設置。

### 駅名の由来
光復後に洞名を制定する際に、ソウルの南に軍営があったと言うことで南営洞と命名し、南営駅になった。

## 駅構造
島式ホーム1面2線を有する地上駅。ホーム西側に通過線が6線ある。
出口は1番のみある。　

### のりば
| 1 | 京釜電鉄線                        | 九老・仁川・西東灘・天安・新昌方面         |
| 2 | 京釜電鉄線（ソウル交通公社1号線） | 清凉里・光云大・議政府・東豆川・逍遥山方面 |

## 利用状況
近年の一日平均乗車人員推移は下記の通り。
| 路線       | 路線     | 2000年 | 2001年 | 2002年 | 2003年 | 2004年 | 2005年 | 2006年 | 2007年 | 2008年 | 2009年 | 出典  |
| ---------- | -------- | ------ | ------ | ------ | ------ | ------ | ------ | ------ | ------ | ------ | ------ | ----- |
| 京釜電鉄線 | 乗車人員 | 13,691 | 14,023 | 14,476 | 15,629 | 10,995 | 11,820 | 11,955 | 11,806 | 11,792 | 11,877 | [ 1 ] |
| 京釜電鉄線 | 降車人員 | 12,812 | 15,139 | 16,885 | 16,333 | 11,365 | 12,447 | 12,629 | 12,643 | 12,598 | 12,602 | [ 1 ] |
| 路線       | 路線     | 2010年 | 2011年 | 2012年 | 2013年 | 2014年 | 2015年 | 2016年 | 2017年 | 2018年 | 2019年 | 出典  |
| 京釜電鉄線 | 乗車人員 | 11,618 | 11,671 | 11,436 | 11,022 | 11,041 | 11,422 | 11,799 | 11,230 | 10,776 | 10,778 | [ 1 ] |
| 京釜電鉄線 | 降車人員 | 12,302 | 12,321 | 12,090 | 11,694 | 11,780 | 12,281 | 12,719 | 11,951 | 11,580 | 11,501 | [ 1 ] |
| 路線       | 路線     | 2020年 | 2021年 | 2022年 | 2023年 |        |        |        |        |        |        |       |
| 京釜電鉄線 | 乗車人員 | 7,726  | 7,451  | 8,317  | 9,325  |        |        |        |        |        |        |       |
| 京釜電鉄線 | 降車人員 | 8,102  | 7,816  | 8,784  | 9,773  |        |        |        |        |        |        |       |

## 駅周辺
- ソウル龍山警察署
- ソウル特別市立青少年文化センター
- 善隣インターネット高等学校
- 善隣中学校（朝鮮語版）
- 信光女子高等学校（朝鮮語版）
- 信光初等学校
- 龍山高等学校
- 元暁路1·2洞住民センター
- 淑大入口駅
- 淑明女子大学校
- 警察庁南営洞人権センター（元南営洞対共分室）
- 三角地駅
- 三一教会

## 隣の駅
韓国鉄道公社
 京釜電鉄線　　
緩行・急行
ソウル駅駅 (133) - 南営駅 (134) - 龍山駅 (135)　